# Autoportrait de l'auteur en coureur de fond
Autoportrait de l'auteur en coureur de fond (走ることについて語るときに僕の語ること, Hashiru Koto ni Tsuite Kataru Toki ni Boku no Kataru Koto)  est un livre écrit par Haruki Murakami qui y décrit son intérêt pour les courses de fond ainsi que sa participation à divers marathons et ultra-marathons.